# Usbekischer Supercup
Der Usbekische Supercup (Usbek: Futbol boʻyicha Oʻzbekiston Superkubogi) ist ein Fußballpokalwettbewerb in Usbekistan. Der Cup wird vom usbekischen Fußballverband, der Oʻzbekiston Futbol Federatsiyasi, organisiert. Bei dem Spiel treffen der Meister der Uzbekistan Super League und der Gewinner des usbekischen Pokals aufeinander. Der Cup wird vor Beginn der neuen Saison ausgetragen. Erstmals wurde der Supercup 1999 ausgetragen.

## Sieger seit 1999
| Jahr | Sieger                                       | Verlierer                            | Ergebnis        | Austragungsort                      | Zuschauer |
| ---- | -------------------------------------------- | ------------------------------------ | --------------- | ----------------------------------- | --------- |
| 1999 | Navbahor Namangan Pokalsieger 1998           | Paxtakor Taschkent Meister 1998      | 4:2             | Paxtakor-Zentral-Stadion, Taschkent | 6000      |
| 2014 | Bunyodkor Taschkent Meister/Pokalsieger 2013 | Lokomotiv Taschkent Vizemeister 2013 | 2:1             | JAR-Stadion, Taschkent              | 4751      |
| 2015 | Lokomotiv Taschkent Pokalsieger 2014         | Paxtakor Taschkent Meister 2014      | 4:0             | Bunyodkor-Stadion, Taschkent        | 7216      |
| 2016 | Nasaf Karschi Pokalsieger 2015               | Paxtakor Taschkent Meister 2015      | 1:0             | Bunyodkor-Stadion, Taschkent        | 4748      |
| 2019 | Lokomotiv Taschkent Meister 2018             | FK Olmaliq Pokalsieger 2018          | 2:1             | Paxtakor-Zentral-Stadion, Taschkent | 18.171    |
| 2021 | Paxtakor Taschkent Meister/Pokalsieger 2020  | Nasaf Karschi Vizemeister 2020       | 1:0             | Dinamo Samarkand Stadium, Samarqand | 5165      |
| 2022 | Paxtakor Taschkent Meister 2021              | Nasaf Karschi Pokalsieger 2021       | 1:0             | Uzbekistan Stadium, Yaypan          | 7215      |
| 2023 | Nasaf Karschi Pokalsieger 2022               | Paxtakor Taschkent Meister 2022      | 2:1             | Sogdiana Stadium, Jizzax            | 6501      |
| 2024 | Nasaf Karschi Pokalsieger 2023               | Paxtakor Taschkent Meister 2023      | 1:1 (4:3 i. E.) | Bunyodkor-Stadion, Taschkent        | 14.140    |
| 2025 | Nasaf Karschi Meister 2024                   | FK Andijon Pokalsieger 2024          | 1:1 (4:3 i. E.) | Bunyodkor-Stadion, Taschkent        | 14.140    |